# Stodenní ofenzíva
Stodenní ofenzíva (německy Hunderttageoffensive, anglicky Hundred Days Offensive, francouzsky Offensive des Cent-Jours) byla sérií velkých ofenzív států Dohody na západní frontě probíhajících od 8. srpna 1918 až do konce první světové války. Za počátek Stodenní ofenzívy je pokládána bitva u Amiens, v níž se Britům 8. až 12. srpna podařilo prolomit německé linie, načež Dohoda vytlačila Centrální mocnosti z pozic, které dobyly během jarní ofenzívy. Erich Ludendorff po zprávách o této porážce nazval 8. srpen černým dnem německé armády. Němci se stáhli na Hindenburgovu linii, kterou však vojska Dohody rovněž prolomila. V důsledku postupující ofenzívy Dohody a revoluci, jež vypukla ve vyčerpaném německém zázemí, došlo ke zhroucení Německého císařství. Zástupci Německa podepsali se státy Dohody příměří z Compiègne, které vstoupilo v platnost 11. listopadu v 11 hodin, čímž byly boje první světové války ukončeny.

## Galerie

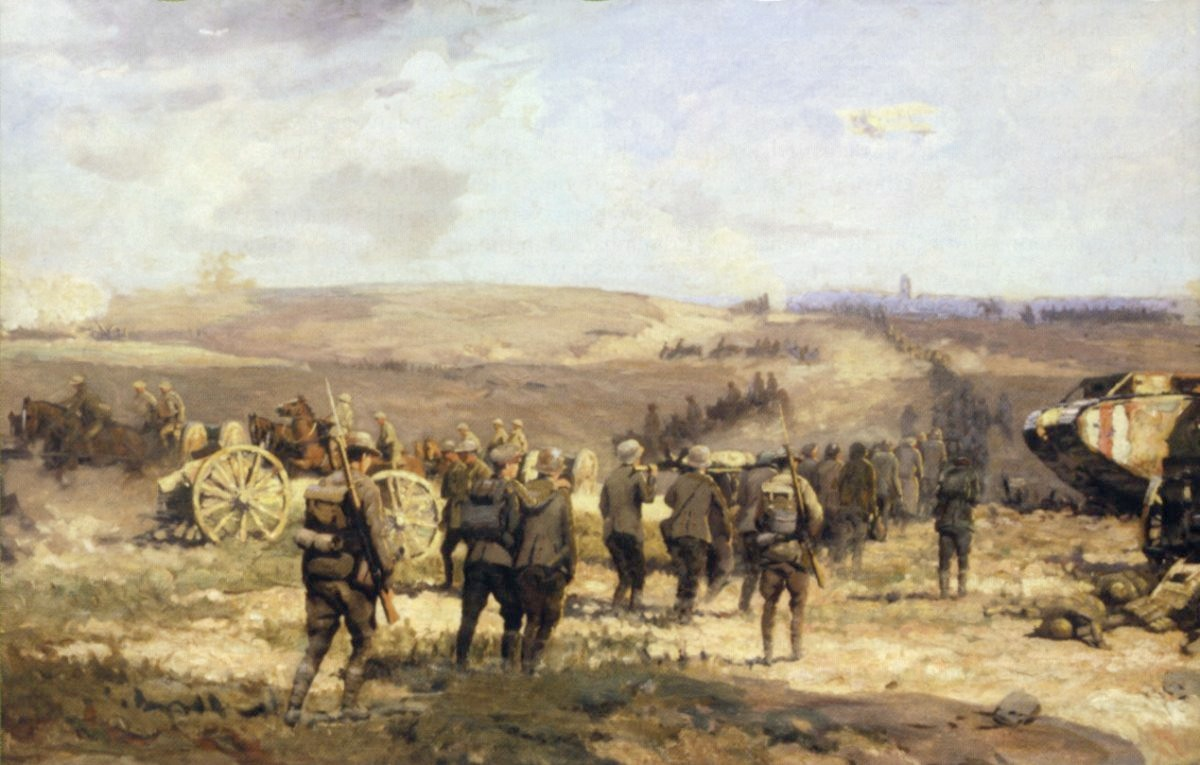
Obraz 8th August, 1918 australského malíře Willa Longstaffa
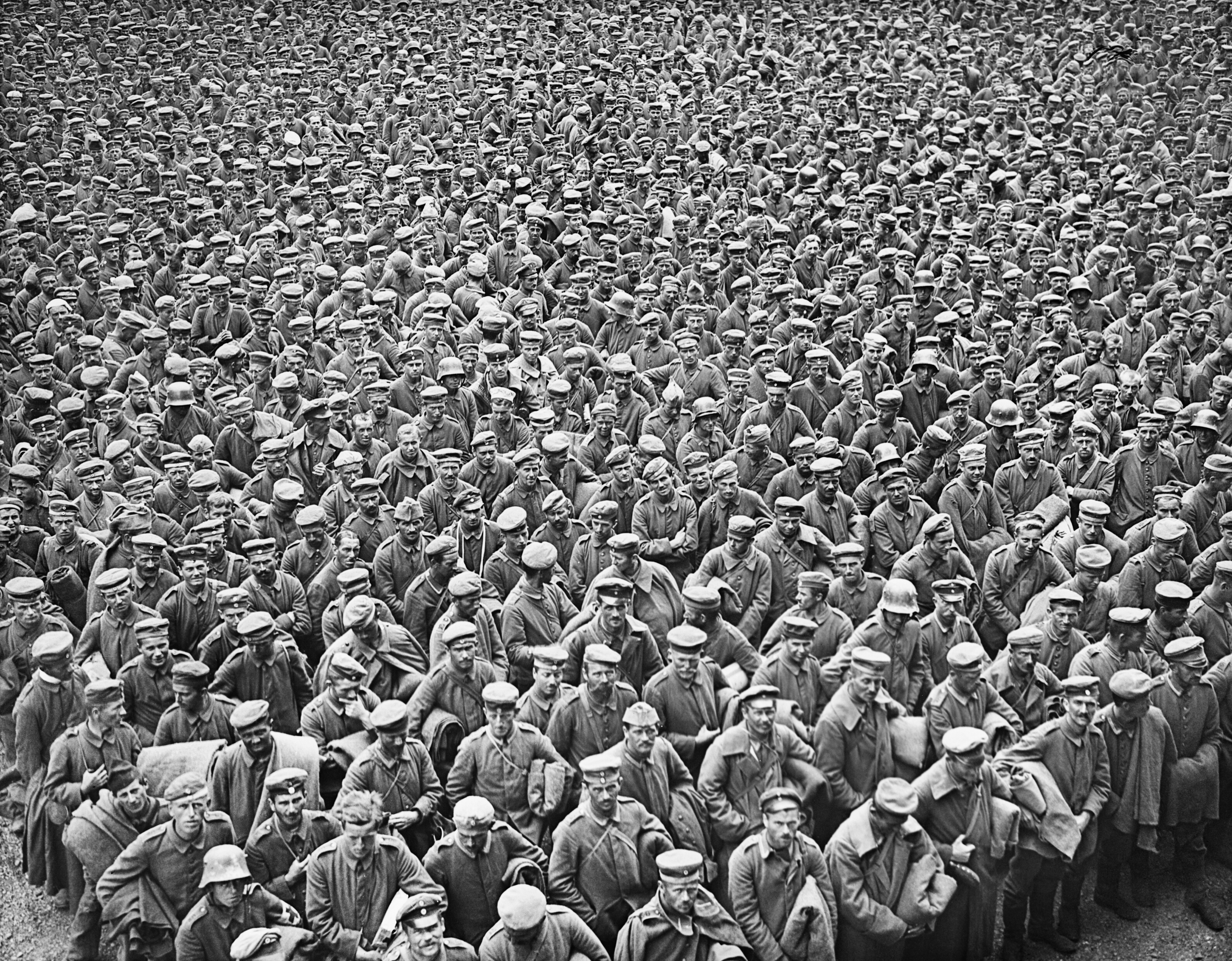
Němečtí zajatci v Abbeville, 27. srpna 1918
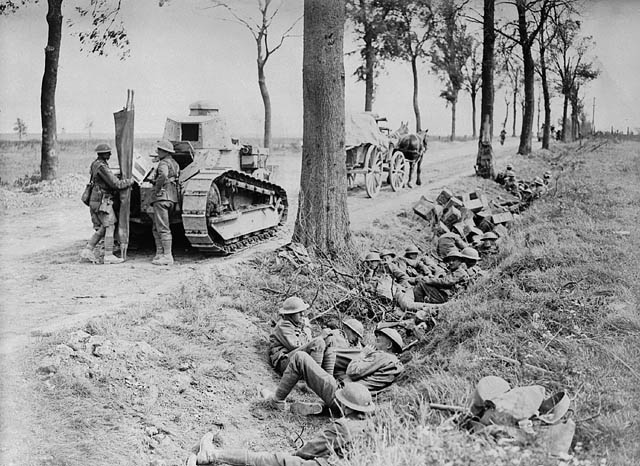
Kanadské jednotky v září na cestě mezi Arrasem a Cambrai
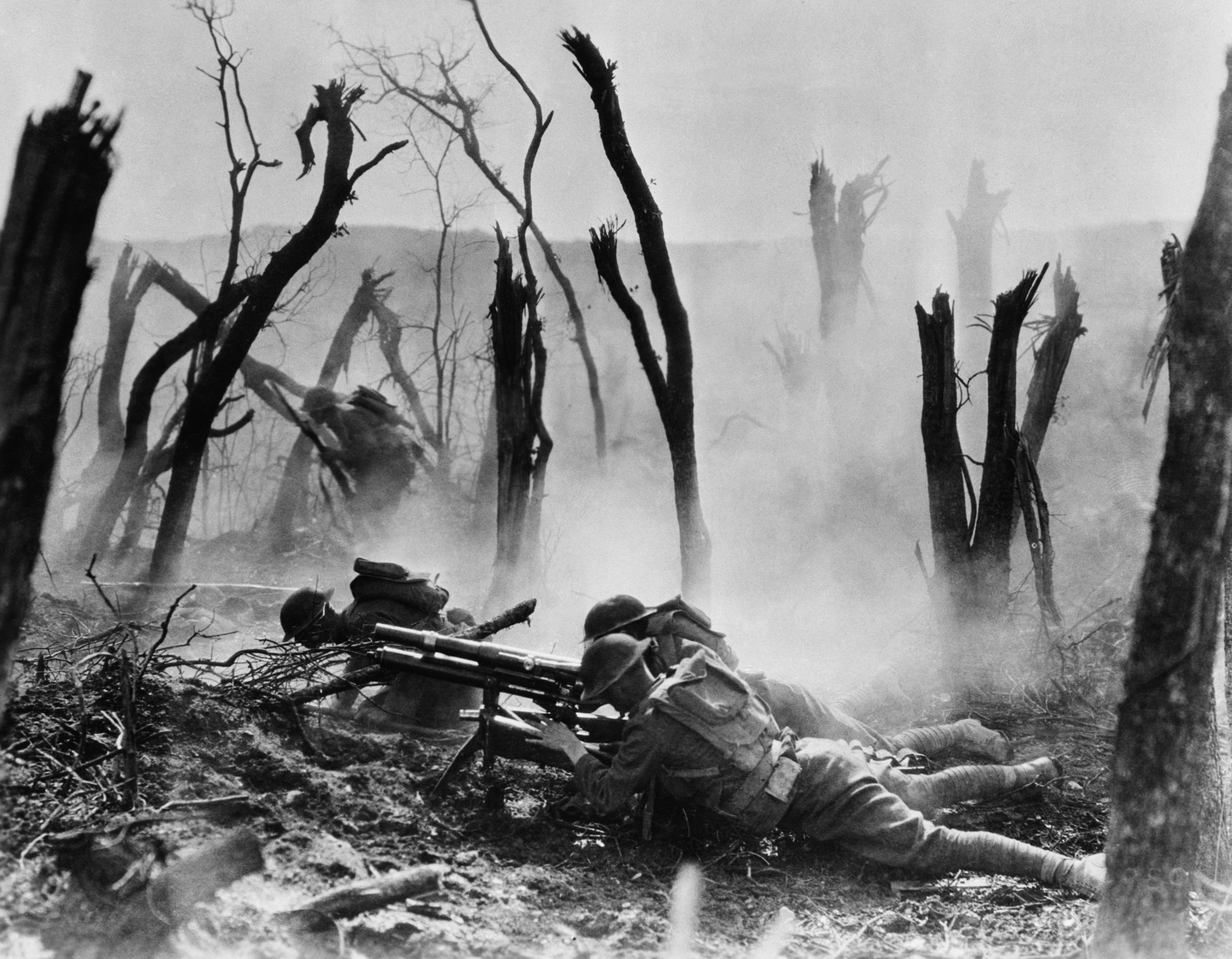
Americké jednotky během bojů meusko-argonnské ofenzívy
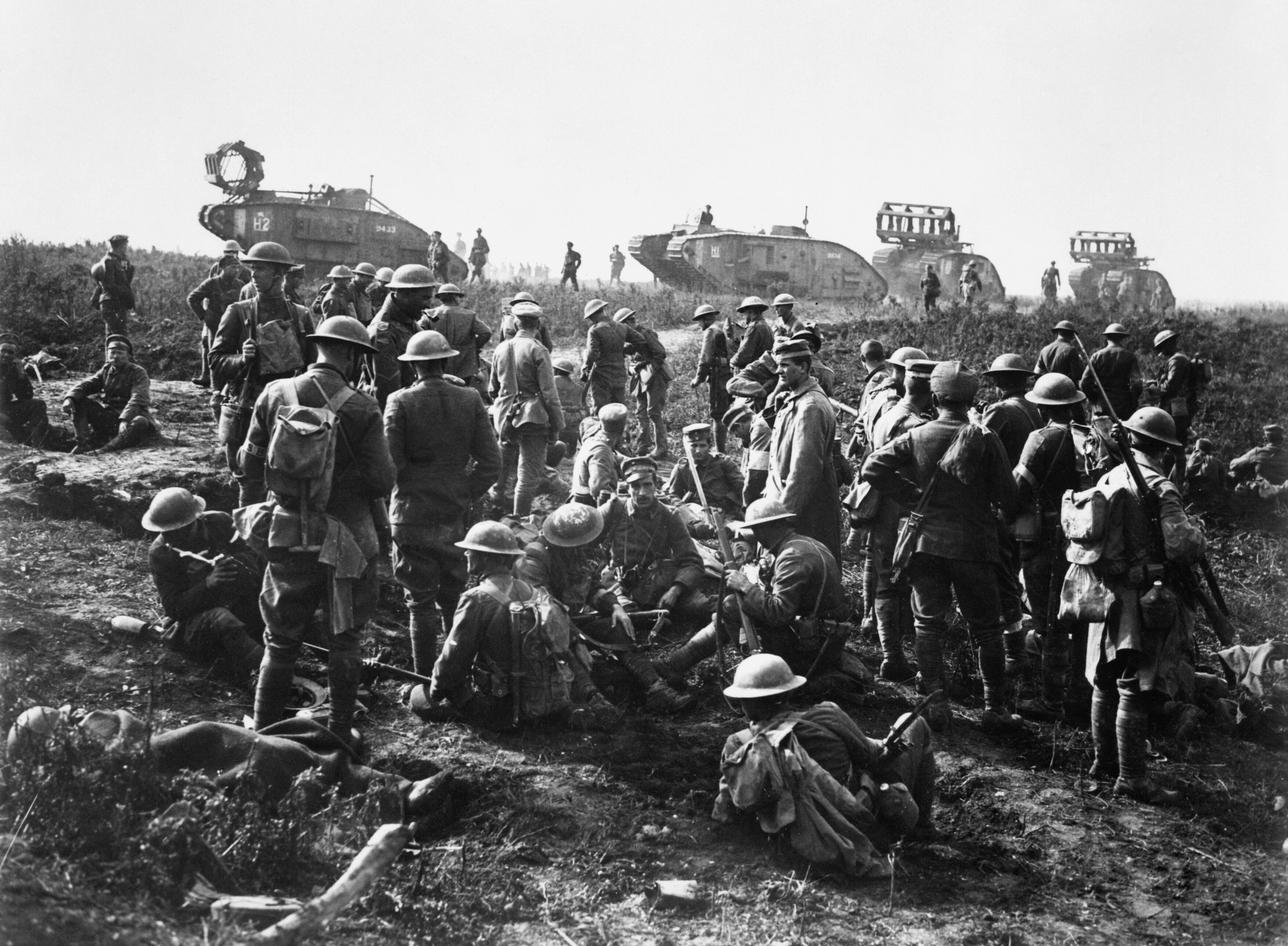
Američtí vojáci během bitvy u Saint-Quentin, 29. září 1918
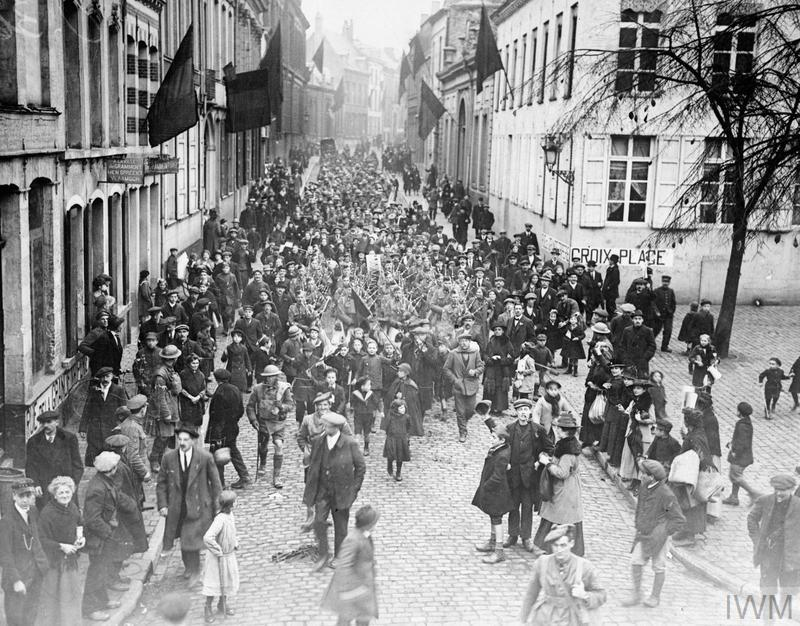
Kanadské jednotky v ulicích Mons, 11. listopad 1918